# Pyrearinus fulvus
Pyrearinus fulvus là một loài bọ cánh cứng trong họ Elateridae. Loài này được Costa miêu tả khoa học năm 1978.